# 수리학

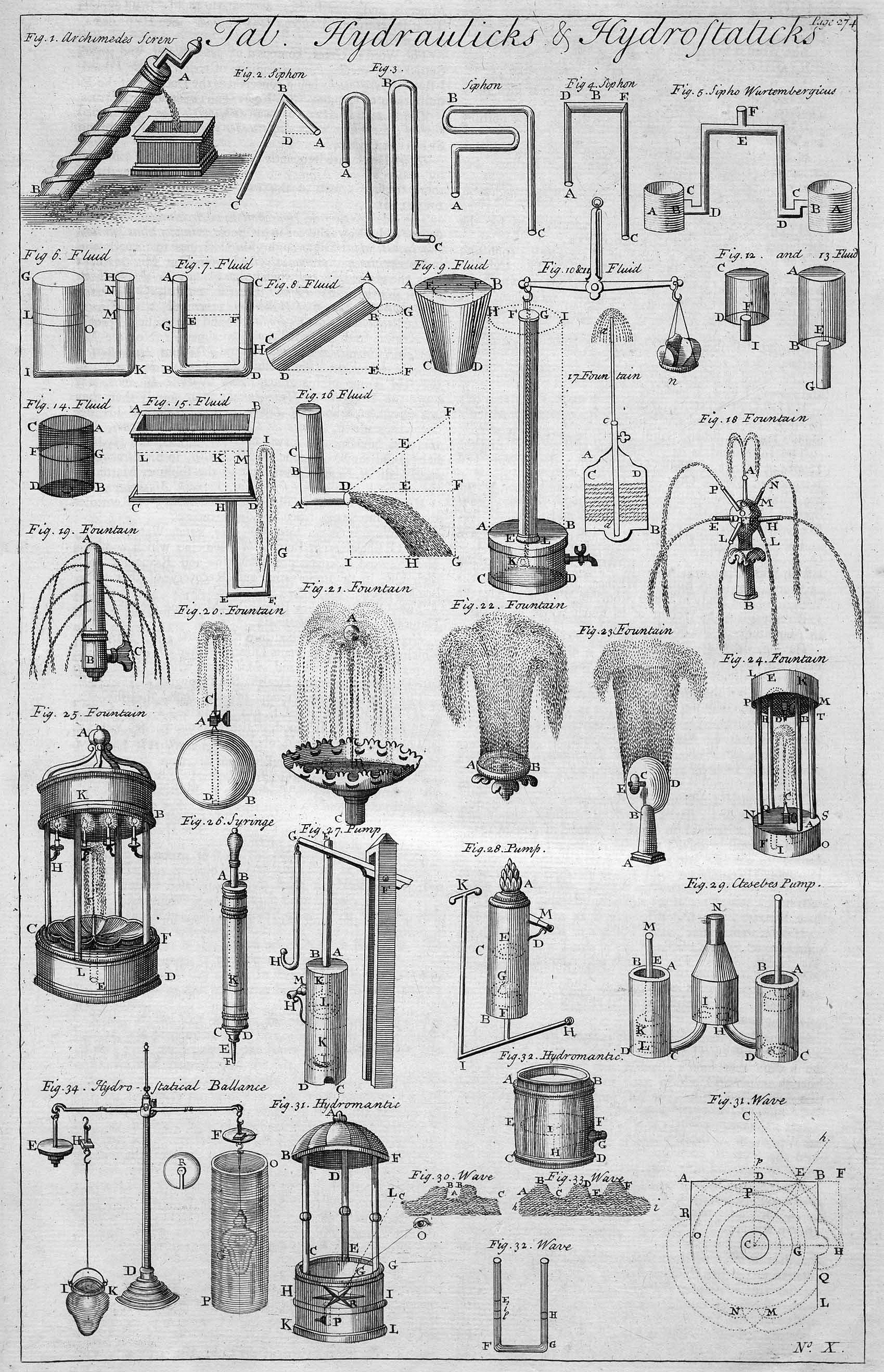

수리학(水理學, hydraulics)은 물의 흐름에 관한 역학을 연구하는 학문이다. 이는 기계적 특성 및 액체 사용과 관련된 공학, 화학 및 기타 과학을 사용하는 기술 및 응용 과학이다. 유체역학은 유체의 성질을 이용한 응용공학에 초점을 맞춘 수리학의 이론적 기초를 제공한다. 유체 동력 응용 분야에서 수리학은 가압된 액체를 사용하여 동력을 생성, 제어 및 전달하는 데 사용된다. 수리학적 주제는 과학의 일부 부분과 대부분의 엔지니어링 모듈을 포괄하며 파이프 흐름, 댐 설계, 유체공학 및 유체 제어 회로와 같은 개념을 다룬다. 수리학의 원리는 인체의 혈관계와 발기 조직에서 자연적으로 사용된다.

## 액체의 압력
작은 구멍을 많이 낸 고무공에 물을 채워 넣고 한 곳을 누르면 물은 모든 작은 구멍에서 같은 세기로 솟아 나온다. 또 양쪽 끝의 절단 면적이 같은 U자형 파이프에 물을 채우고, 파이프에 충분히 끼워 넣을 수 있고 자유롭게 움직일 수 있는 피스톤을 수면에 밀착시켜서 얹고, 한쪽 편에 추를 얹으면, 얹은 쪽의 수면은 눌려서 내려간다. 그러나 다른 한쪽인 절단면의 면적이 또 한쪽의 2배이면 피스톤의 무게까지 더하여 2배의 무게가 부하되지 않으면 균형이 맞지 않는다.  이와 같은 사실은 물속을 일정한 면적당 같은 크기의 압력이 전달되는 것으로 해석되고 있다. 이것은 프랑스의 파스칼이 1653년에 제출한 "닫힌 용기를 채운 액체의 일부에 압력을 가하면 액체의 모든 부분에 같은 정도의 압력이 증가한다."는 파스칼의 원리로 표현된다. 액체, 예를 들어 물을 넣은 용기의 벽에 구멍을 내면, 물은 벽면에 수직으로 분출한다. 이것은 정지된 물과 벽 사이에는 서로 밀어내는 같은 크기의 힘이 작용하여 균형을 유지하고 있지만, 벽에 구멍이 나면 거기에 물을 지탱하는 힘이 없기 때문에 균형이 깨져서 물이 분출하는 것이다. 위의 사실로, 액체의 내부에는 그 양쪽의 부분이 서로 밀어내는 힘이 미치고 있음을 알 수 있다. 더구나 양쪽의 힘은 균형을 유지하고 있으므로 그 양쪽의 힘은 같다. 이것을 액체의 압력이라고 한다.

## 같이 보기
- 수문학
- 국제수리학회
- 국제수력학회
- 환경공학
- 대기과학
- 지구과학